# Bryconamericus guizae
Bryconamericus guizae es una especie de pez de la familia Characidae en el orden de los Characiformes.

## Hábitat
Vive en zonas de alta altitud.

## Distribución geográfica
Se encuentran en Sudamérica:  cuenca del  río Mira en Colombia.